# Angor jezik
Angor jezik (anggor, senagi, watapor; ISO 639-3: agg), jezik samostalne porodice senagi koja je prije klasificirana kao transnovogvinejska skupina. Govori ga 1 270 ljudi (1990 popis) u jedanaest sela u provinciji Sandaun u Papui Novoj Gvineji.
Postoje dva dijalekta, centralnoangorski (ili nai; preko 800) i južnoangorski ili samanai (430) govornika.

## Vanjske poveznice
- Ethnologue (14th)
- Ethnologue (15th)